# Chip Ganassi Racing
Chip Ganassi Racing (или сокращенно CGR) — автоспортивная организация, выставляющая гоночные команды в нескольких американских автогоночных сериях. На сегодняшний день команда выставляет две машины на полном расписании в серии IndyCar и по две машины в чемпионатах по гонкам на выносливость — IMSA WeatherTech Sportscar Championship и FIA WEC. Команда принадлежит двум бизнесменам — Чипу Ганасси и Феликсу Сабатесу.
На счету команды 19 титулов в различных сериях — 14 в гонках «чампкаров» (4 — в серии CART и 10 — в серии IRL IndyCar) и 5 — в гонках спортпрототипов (Grand Am). Также CGRFS трижды подряд выигрывала марафон в Дайтоне.
В 2001—2008 также существовало подразделение организации в NASCAR Sprint Cup Series — это произошло после того, как Ганасси купил контрольный пакет акций местной команды Sabates' Team SABCO Racing. В 2008 году этот проект был объединен с другой командой серии — Dale Earnhardt, Inc., превратившись в Earnhardt Ganassi Racing.

## Действующий пилотский состав команды
| Серия       | № машины | Пилот                                                                 |
| ----------- | -------- | --------------------------------------------------------------------- |
| IRL IndyCar | № 8      | Маркус Эриксон                                                        |
| IRL IndyCar | № 9      | Скотт Диксон                                                          |
| IRL IndyCar | № 10     | Феликс Розенквист                                                     |
| IRL IndyCar | № 48     | Тони Канаан Джимми Джонсон                                            |
| USCC        | № 01     | Скотт Пруэтт Мемо Рохас Сейдж Карам Джейми Макмюррей Марино Франкитти |
| USCC        | № 02     | Скотт Диксон Тони Канаан Марино Франкитти Кайл Ларсон Сейдж Карам     |

## История проекта в гоночных сериях

### NASCAR

#### Серия Sprint Cup
Проект в NASCAR был создан в 1989 году Феликсом Сабатесом. Первоначально команда была известна как Team SABCO или SABCO Racing. В 2001 году Ганасси купил 80 % проекта; в том же году команда сменила машину с Chevy на Dodge. До конца 2012 года Чип должен стать единственным владельцем команды.

##### История машины № 01
Машина без особых успехов использовалась ещё во времена SABCO Racing.
Общая статистика для машины № 01
| Техника и пилоты      | Техника и пилоты | Техника и пилоты |
| Используемая машина   | Годы             | Пилот            |
| --------------------- | ---------------- | ---------------- |
| Chevrolet Monte Carlo | 2000             | Тэд Мусгрейв     |
| Dodge Intrepid        | 2001             | Джейсон Леффлер  |

| Выступления по сезонам | Выступления по сезонам | Выступления по сезонам        | Выступления по сезонам              |
| Год                    | Пилот                  | Лучший финиш                  | Место в общем зачёте (лучший пилот) |
| ---------------------- | ---------------------- | ----------------------------- | ----------------------------------- |
| 2000                   | Тэд Мусгрейв           | 13-й (Дарлингтон)             | 40-й                                |
| 2001                   | Джейсон Леффлер        | 7-й (1-я гонка Gatorade Duel) | 37-й                                |

##### История машины № 30
Машина использовалась в дебютной гонке Хуана-Пабло Монтойи в NASCAR Sprint Cup (в 2006 году).
Общая статистика для машины № 30
| Техника и пилоты    | Техника и пилоты | Техника и пилоты   |
| Используемая машина | Годы             | Пилот              |
| ------------------- | ---------------- | ------------------ |
| Dodge Charger       | 2006             | Хуан-Пабло Монтойя |

| Выступления по сезонам | Выступления по сезонам | Выступления по сезонам | Выступления по сезонам              |
| Год                    | Пилот                  | Лучший финиш           | Место в общем зачёте (лучший пилот) |
| ---------------------- | ---------------------- | ---------------------- | ----------------------------------- |
| 2006                   | Хуан-Пабло Монтойя     | 34-й (Хоумстед)        | 69-й                                |

##### История машины № 39
Машина № 39 дебютировала в 2003-м году на этапе в Уокинс-Глен со Скоттом Пруэтом за рулём. Калифорниец, стартуя 28-м прорвался к финишу на 2-ю позицию. Пруэтт и эта машина также участвовалили на этапах в Сономе в 2004-м и 2005-м годах. Те выступления приносят команде третье и тридцать первое место. Пруэтт также несколько раз не проходил на ней квалификацию в Уоткинс-Глен.
В 2005 году машина также использовалась Биллом Эллиоттом во время Budweiser Shootout. Дэвид Стремме в этом же году провёл на ней семь гонок в качестве подготовки к борьбе за титул новичка года-2006.

##### История машины № 40

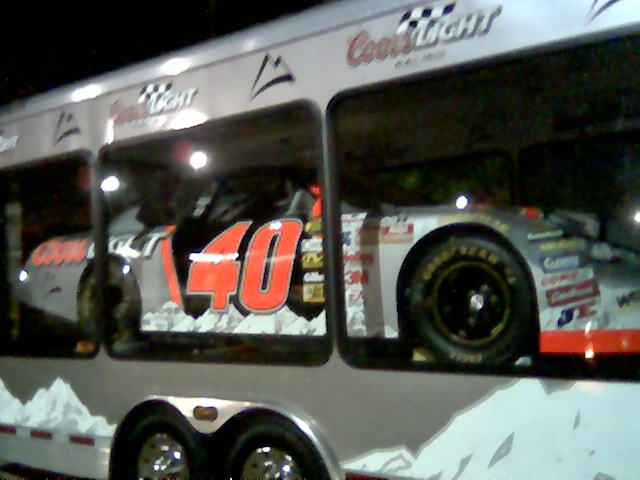
№ 40 в 2006-м году.

Впервые машина № 40 использовалась ещё во времена SABCO — в 1993-м году. Первым пилотом машины был новичок того сезона Кенни Уоллас. В том сезоне он занял третье место в зачёте новичков, уступив лишь Бобби Лабонте и Джеффу Гордону.
Команда № 40 медленно набирала обороты — на первых порах наиболее удачно удавались гонки на Bristol Motor Speedway и на дорожной трассе в Уоткинс-Глен.
В 1998 году была одержана первая победа — перед сезоном Сабатес уговорил выступать за себя двукратного победителя Daytona 500 Стерлинга Марлина. Выбор оказался удачным — уроженец Теннесси сходу выиграл квалификационную гонку к Daytona 500. В основной гонке такой результат повторить не удалось, а сам Стерлинг поучаствовал в аварии с участием Дэйла Эрнхардта-старшего (той самой, где погиб легендарный пилот серии). В целом тот сезон был огромным прорывом вперёд для команды — Марлин регулярно попадал в верхнюю часть финишного протокола и закончил сезон 13-м.
После того сезона команда закрепилась в Top20 общего зачёта и постепенно стала выступать не просто стабильно, но и периодически бороться за победу на этапах. В 2001-м году была одержана первая победа в основных гонках — Марлин выиграл Pepsi 400 на Michigan International Speedway. В том сезоне Стерлинг привёл команду № 40 на рекордное третье место в чемпионате.
В 2002 году за № 40 впервые за долгое время несколько гонок ехал не Марлин (Стерлинг попал в серьёзную аварию в Канзасе) и несмотря на это машина сохранила свой темп. Заменявший Марлина Джейми МакМюррей выиграл этап в Конкорде.
Первый сезон с «чейзом» не принёс попадания в решающую стадию. Марлин впервые за время выступления за команду вне Top20 общего зачёта.
Перед сезоном 2006 года отдавшего 8 лет команде № 40 Стерлинга Марлина заменил новичок серии Дэвид Стремме. Команда предсказуемо притормозила. Стремме за сезон ни разу не попал в Top10, а на «дорожных» этапах в Сономе и Уоткинс-Глене его заменял Скотт Пруэтт. Житель Калифорнии смог завершить последнюю шестым.
В 2007-м году Стремме впервые за 3 года приводит № 40 в Top3 на финиш, попав в тройку лучших на финише второй гонки Gatorade 125s.
В 2008-м Чип решил попробовать в NASCAR Sprint Cup одного из лучших пилотов «чампкаров» того времени Дарио Франкитти. Проект провалился — шотландец выбыл по ходу сезона из борьбы из-за аварии в Талладеге, заменившие его пилоты зачастую не проходили даже квалификацию. В конце сезона команда № 40 была распущена из-за отсутствия финансирования. Франкитти перешёл в команду IRL IndyCar.
Общая статистика для машины № 40
| Техника и пилоты      | Техника и пилоты | Техника и пилоты                                          |
| Используемая машина   | Годы             | Пилот                                                     |
| --------------------- | ---------------- | --------------------------------------------------------- |
| Pontiac Grand Prix    | 1993             | Кенни Уоллас                                              |
| Pontiac Grand Prix    | 1994             | Бобби Хэмилтон                                            |
| Chevrolet Monte Carlo | 1997             | Робби Гордон                                              |
| Chevrolet Monte Carlo | 1998—2000        | Стерлинг Марлин                                           |
| Dodge Intrepid        | 2001—2004        | Стерлинг Марлин                                           |
| Dodge Charger         | 2005, 2008       | Стерлинг Марлин                                           |
| Dodge Charger         | 2006—2008        | Дэвид Стремме                                             |
| Dodge Charger         | 2006             | Скотт Пруэтт                                              |
| Dodge Charger         | 2008             | Дарио Франкитти Кен Шредер Джереми Мейфилд Брайан Клаусон |

| Выступления по сезонам | Выступления по сезонам | Выступления по сезонам                            | Выступления по сезонам              |
| Год                    | Пилот                  | Лучший финиш                                      | Место в общем зачёте (лучший пилот) |
| ---------------------- | ---------------------- | ------------------------------------------------- | ----------------------------------- |
| 1993                   | Кенни Уоллас           | 9-й (Уоткинс-Глен, Бристоль)                      | 23-й                                |
| 1994                   | Бобби Хэмилтон         | 9-й (Бристоль)                                    | 23-й                                |
| 1997                   | Робби Гордон           | 4-й (Уоткинс-Глен)                                | 40-й                                |
| 1998                   | Стерлинг Марлин        | Победа (1-я гонка Gatorade 125s)                  | 13-й                                |
| 1999                   | Стерлинг Марлин        | 4-й (Поконо, Ричмонд)                             | 16-й                                |
| 2000                   | Стерлинг Марлин        | 2-й (Сонома)                                      | 19-й                                |
| 2001                   | Стерлинг Марлин        | Победа (1-я гонка Gatorade 125s, Мичиган, Lowe’s) | 3-й                                 |
| 2002                   | Стерлинг Марлин        | Победа (Лас-Вегас, Дарлингтон)                    | 18-й (Марлин)                       |
| 2002                   | Джейми МакМюррей       | Победа (Lowe’s)                                   | 18-й (Марлин)                       |
| 2003                   | Стерлинг Марлин        | 4-й (1-я гонка Gatorade 125s)                     | 18-й                                |
| 2004                   | Стерлинг Марлин        | 2-й (2-я гонка Gatorade 125s)                     | 21-й                                |
| 2005                   | Стерлинг Марлин        | 5-й (Форт-Уэрт)                                   | 20-й (Марлин)                       |
| 2005                   | Скотт Пруэтт           | 4-й (Уоткинс-Глен)                                | 20-й (Марлин)                       |
| 2006                   | Дэвид Стремме          | 11-й (Лаудон)                                     | 33-й (Стремме)                      |
| 2006                   | Скотт Пруэтт           | 6-й (Уоткинс-Глен)                                | 33-й (Стремме)                      |
| 2007                   | Дэвид Стремме          | 3-й (2-я гонка Gatorade 125s)                     | 24-й                                |
| 2008                   | Дарио Франкитти        | 22-й (Мартинсвиль)                                | 42-й (Франкитти)                    |
| 2008                   | Стерлинг Марлин        | 31-й (Lowe’s)                                     | 42-й (Франкитти)                    |
| 2008                   | Дэвид Стремме          | 28-й (Талладега)                                  | 42-й (Франкитти)                    |
| 2008                   | Джереми Мейфилд        | 25-й (Довер)                                      | 42-й (Франкитти)                    |

##### История машины № 41
Команда использовала машину № 41 с 2002 года. В первый год машина была доверена Джимми Спенсеру. Американец 6 раз за сезон финишировал в Top10 (в том числе единожды вторым) и закончил чемпионат на 27-й позиции.
В 2003—2005 за команду № 41 ездил Кейси Мирс, приведённый Чипом из младшей серии. Калифорниец прибавлял с каждым годом, но максимум чего смог добиться в гонках — это трижды финишировать четвёртым. Со стабильностью по ходу сезона всё тоже было не лучшим образом — лишь 18 финишей в Top10 за три года и, как итог, два 22х места в общем зачёте по итогам года. В 2006-м году Мирс был отправлен в команду № 42.
Три последних года существования команды № 41 за неё выступал Рид Соренсон. Уроженец Джорджии заработал звание Новичка года выступая за дочернюю команды Чипа в серии Busch в сезоне-2005. Рид уже в дебютном сезоне 5 раз финишировал в Top10 и почти повторил лучший результат Мирса — став 24-м. В дальнейшем Рид ещё с десяток раз финишировал в Top10 (как-то даже закончив гонку вторым), но так и не смог ни одержать победы, ни даже близко побороться за попадание в Chase. По окончании сезона команда была закрыта в связи с объединением с Dale Earnhardt, Inc.. Соренсон ушёл в Gillett Evernham Motorsports.
Общая статистика для машины № 41
| Техника и пилоты    | Техника и пилоты | Техника и пилоты |
| Используемая машина | Годы             | Пилот            |
| ------------------- | ---------------- | ---------------- |
| Dodge Intrepid      | 2002             | Джимми Спенсер   |
| Dodge Intrepid      | 2003—2004        | Кейси Мирс       |
| Dodge Charger       | 2005             | Кейси Мирс       |
| Dodge Charger       | 2006—2008        | Рид Соренсон     |

| Выступления по сезонам | Выступления по сезонам | Выступления по сезонам        | Выступления по сезонам              |
| Год                    | Пилот                  | Лучший финиш                  | Место в общем зачёте (лучший пилот) |
| ---------------------- | ---------------------- | ----------------------------- | ----------------------------------- |
| 2002                   | Джимми Спенсер         | 2-й (Бристоль)                | 27-й                                |
| 2003                   | Кейси Мирс             | 12-й (The Winston Open)       | 35-й                                |
| 2004                   | Кейси Мирс             | 4-й (Уоткинс-Глен)            | 22-й                                |
| 2005                   | Кейси Мирс             | 4-й (Форт-Уэрт (дважды))      | 22-й                                |
| 2006                   | Рид Соренсон           | 5-й (Мичиган)                 | 24-й                                |
| 2007                   | Рид Соренсон           | 3-й (Атланта)                 | 22-й                                |
| 2008                   | Рид Соренсон           | 2-й (1-я гонка Gatorade Duel) | 32-й                                |

##### История машины № 46
Машина без особых успехов использовалась ещё во времена SABCO Racing.
Общая статистика для машины № 46
| Техника и пилоты      | Техника и пилоты | Техника и пилоты        |
| Используемая машина   | Годы             | Пилот                   |
| --------------------- | ---------------- | ----------------------- |
| Chevrolet Monte Carlo | 1998             | Уэлли Далленбах-младший |

| Выступления по сезонам | Выступления по сезонам  | Выступления по сезонам | Выступления по сезонам              |
| Год                    | Пилот                   | Лучший финиш           | Место в общем зачёте (лучший пилот) |
| ---------------------- | ----------------------- | ---------------------- | ----------------------------------- |
| 1998                   | Уэлли Далленбах-младший | 19-й (Форт-Уэрт)       | 38-й                                |

#### Nationwide Series
CGRWFS начал своё участие в серии в 2000-м. Выставив 3 машины (две из них на полном расписании). На неполном расписании была выпущена машина № 42. На полном были выставлены машины № 81 и № 82. После одного не слишком удачного сезона проект был закрыт, а оборудование было продано HighLine Performance Group.

##### История машины № 40
Дебют № 40 состоялся в 2008-м году.
В том сезоне за рулём отметилось сразу шесть пилотов. Большую часть гонок поделили между собой Брайан Клаусон и новичок серии Дарио Франкитти. Наиболее удачлив был Брайан — дважды по ходу сезона отметившийся в Top10.
Проект продержался год и был закрыт.

##### История машины № 41
Машина № 41 дебютировала в 2004 году на этапе в Клермоне (Индиана). За руль сел Рид Соренсон. Для уроженца Джорджии это был дебют в NASCAR. Рид квалифицировался третьим и финишировал тринадцатым. Оставшиеся гонки сезона на машине попеременно выступали всё тот же Соренсон, а также Кейси Мирс и Джейми МакМюррей. Джейми даже выиграл этап в Финиксе.
Сезон 2005 был уже проведён командой на полном расписании, а пилотом весь сезон был Рид Соренсон. Уроженец Пичтри одержал две победы и закончил год четвёртым в общем зачёте.
В 2006-м году машина вновь была выставлена на полном расписании. За исключением этапа в Висконсине весь сезон за команду вновь выступал Соренсон. Гонку в Уэст-Эллисе провёл Дэвид Стремме. Соренсону дважды удалось финишировать вторым.
В 2007-м первоначально планировалось, что весь сезон за рулём машины проведёт всё тот же Соренсон, однако после 10 этапов размер финансовой помощи от его спонсоров уменьшился и в части гонок Рида заменил Дэвид Стремме. Однако, даже участвую в сезоне на ограниченном расписании, Соренсон одержал победу на этапе в Мэдисоне. На дорожных этапах за рулём № 41 отметился Скотт Пруэтт. Также за рулём отметились Эй-Джей Олмендингер, Скотт Лагассе-младший и Брайан Клаусон.
В 2008-м команда провела только первые 10 гонок. Место за рулём делили Брайан Клаусон и Кайл Крисилофф.

##### История машин № 42 и № 01
В 2000-м году использовалось Chevrolet Monte Carlo. Пилотом был подписан Кенни Ирвин-младший. Уроженец Индианы провёл 9 гонок и дважды вошёл в Top10 на финише прежде чем погибнуть на тренировке в Лоудоне. После этой аварии было решено отказаться от машины № 42. На её базе была создана команда № 01 с пилотом Стерлингом Марлином. Уроженец Теннесси провёл три гонки в 2001-м, дважды финишировав в Top10.
В 2005-м № 42 провела две гонки, вернувшись в серию.
в 2006-м машина продолжила выступать лишь на отдельных этапах, но стала заявляться на старт куда более регулярно. Большую часть гонок за рулём провёл Кейси Мирс. Мирс выиграл гонку в Джойлете.
В 2007-м году машина выступила на полном расписании. Большую часть гонок провели двое пилотов — Хуан Пабло Монтойя и Кевин Хемлин. Колумбиец выиграл гонку в Мехико.
В 2008-м машина провела лишь заключительный этап. За рулём отметился Хуан Пабло Монтойя.
В 2009-м объединённая команда Чипа Гэнасси и Терезы Эрнхардт отказалась от проекта в серии, но Чипу удалось сохранить его, договорившись с бизнесменом Эдди Смитом и бывшим профессиональным боксёром Эвандером Холифилдом. Команда заявилась на новый сезон под именем Smith-Ganassi Racing. Команда провела сезон на частичном расписании. Из 19 гонок 11 провёл Кенни Хендрик. По окончании сезона Чип покинул проект.

##### История машины № 81
В 2000-м Chevrolet Monte Carlo также использовалось и для команды № 81. Пилотом был подписан Блес Александер.Уроженец Пенсильвании отъездил весь сезон, дважды финишировал в Top10 и закончил год 25-м в общем зачёте.

##### История машины № 82
В 2000-м году и № 82 использовала Chevrolet Monte Carlo. Пилотом был подписан Дэйв Стиле. Однако после рёх неудачных попыток квалифицироваться на старт в первых пяти гонках уроженец Флориды покинул команду. На замену ему пришёл Стерлинг Марлин и выиграл следующую же гонку (в Бристоле). На следующем этапе в Форт-Уэрте за руль № 82 сел Джефф Фуллер и вновь машина завершила свой соревновательный путь в квалификации. После этого за рулём машины побывало множество людей, но единственный финиш в Top10 был добыт в октябре в Конкорде Тедом Мусгрейвом.

#### Слияние с DEI
12 ноября 2008 года Чип Ганасси и Тереза Эрндхардт (вдова Дейла Эрнхардта) объявили о том, что подконтрольные им команды в серии объединятся в одну со следующего сезона и получат новое название — Earnhardt Ganassi Racing.
Анонсировалось, что команда будет использовать машины Chevrolet и пригласит трёх пилотов, для участия во всём сезоне NSCS — автомобиль № 1 (титульный спонсор — Bass Pro Shops) будет вести Мартин Труэкс-младший, автомобиль № 8 — Арик Альмирола (обе команды приходят от DEI), автомобиль № 42 (титульный спонсор — Target) — Хуан Пабло Монтойя (единственная команда приходящая от CGR).
Прочие традиционные машины старых команд использоваться не будут. Машина № 41 передана ассоциацией Джереми Мейфилду.

### CART

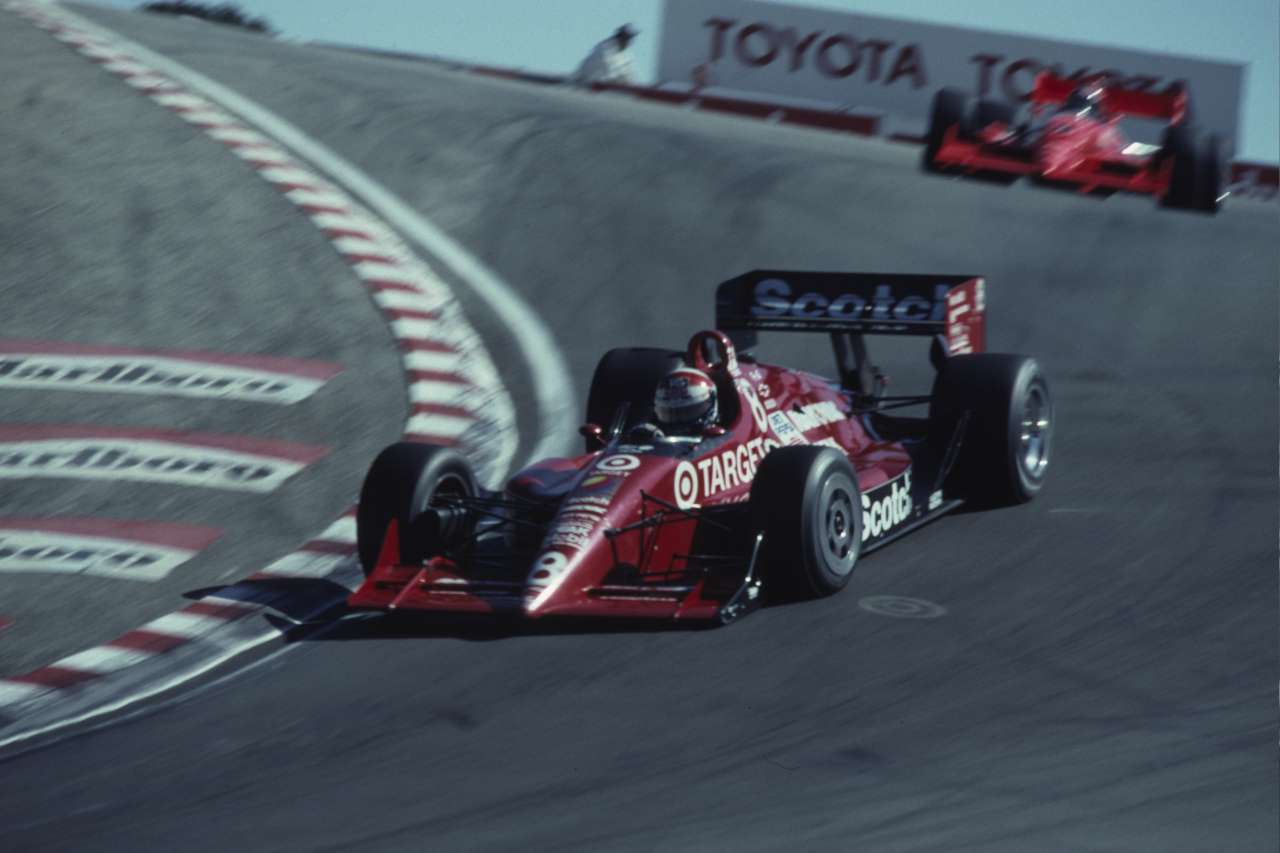
1991: Болид Эдди Чивера

В 1989 году пилот IndyCar World Series Чип Ганасси присоединился к Пату Патрику в качестве совладельца команды Marlboro в серии IndyCar (в то время за неё ездил Эмерсон Фиттипальди). Патрик объявил по ходу сезона о своём уходе из чемпионата по окончании сезона, полностью передав команду Чипу. В том году они выиграли 500 миль Индианаполиса и сам чемпионат IndyCar.
Однако по окончании сезона его планы изменились — Патрик при поддержке Alfa Romeo и Miller организует собственную команду; Эмо (вместе с деньгами Marlboro) уходит в Penske. Техническая и материальная база выкупается Чипом и он выставляет одну машину, используя шасси Penske и двигатели Chevrolet. Пилотом избран Эдди Чивер, спонсором становится компания Target.
Эдди провёл несколько неплохих гонок, дважды попал в Top3 на финише (в Детройте и Торонто), завершив свой дебютный чемпионат 9-м, взяв титул лучшего новичка.
В 1992 году расширяется программа участия в серии — в Индианаполисе была выставлена дополнительная машина для Ари Ляуэндейка (с сезона-1993 голландец заменит Чивера), а также на некоторых этапах выставлялась машина для новичка серии Робби Гордона.
В 1993 году команда выставляет только одну машину на всех этапах. Ляуэндейк берёт поул в Индианаполисе и пролидировав 14 кругов финиширует 2-м в самой гонке, позади Фиттипальди. Сам чемпионат закончился как и многие предыдущие — без стабильно высоких результатов удалось добиться лишь восьмого места.
В 1994 году Чип вытаскивает очередной счастливый билет — именно ему удаётся подписать контракт с Майклом Андретти, после того как он вернулся в серию после своих неудач в Формуле-1. Происходит выход на новый уровень — Майкл одерживает две дебютные победы для команды (в том числе в дебютной гонке в Серферс-Парадайзе) и завершает чемпионат 4-м. Сотрудничество с американцем продолжается год — как только в Newman-Haas освобождается место, Андретти тут же уходит к конкурентам.
В 1995 году Чип подписывает контракты со своим первым чемпионом — Джимми Вассером, а через год приглашает к нему в пару и другого чемпиона — Алекса Занарди.
После годичного спада в сезоне-1995, команда набирает силу с сезона-1996 — Вассер и Занарди берут 10 поулов и выигрывают 7 гонок за сезон (в том числе и главную гонку серии U.S. 500), занимая в чемпионате 1-е и 3-е места. Алекс берёт также титул лучшего новичка.
В сезонах 1997—1998 свои два титула берёт Занарди, одержав за это время 12 побед. Вассер заканчивает оба чемпионата в тройке лучших, дополняя успех.
В 1999 году Чип решается на рискованный шаг — он отпускает Занарди в Формулу-1, а на его место берёт тест-пилота команды Williams F1 Хуана Пабло Мантойю. Замена оправдала себя — Монтойя не только опередил провалившего сезон Вассера (только 9-й в чемпионате при одном поуле и отсутствии побед), но и взяв 7 поулов и одержав 7 побед берёт чемпионат (Франкитти со своими тремя победами уступил ему при равенстве очков).
В 2000 году случается ощутимый спад — полный переход на новую технику даёт о себе знать — машина по-прежнему быстра, но слишком уж часто не добирается до финиша (при 7 поулах и 6 быстрейших кругах у того же Монтойи лишь 2 победы и целых 10 сходов). Чип начинает посматривать в сторону Лиги гонок Инди — в мае Монтойя выигрывает дебютный для команды этап в конкурирующей серии — победив в Индианаполисе.
В 2001 году Чип вновь теряет своего первого пилота — теперь уже Монтойя уходит в Уильямс, также покидает команду Вассер. На их места приходят два лидера минувшего чемпионата международной Ф-3000 — Бруно Жункейра и Николя Минасян. Француз был отчислен из команды уже после Детройта, а вот бразилец относительно быстро смог показывать достойные результаты — в Назарете на его счету первый поул, а в Элхарт-лейке он одерживает первую победу.
В 2002 году партнёрами Бруно становится Кенни Брак и Скотт Диксон. Чемпионат для бразильца заканчивается на втором месте. По окончании сезона Чип закрывает команду в серии CART, полностью переключаясь на проект в IRL (вместе с ним уходит только Диксон).

#### Пилоты (по времени дебютного старта за команду)
- Эдди Чивер (1990—1992)
- Ари Лёйендейк (1992—1993, 1997)
- Робби Гордон (1992)
- Дидье Тейс (1992)
- Майкл Андретти (1994)
- Маурисио Гужельмин (1994)
- Брайан Херта (1995)
- Майк Грофф (1995)
- Джимми Вассер (1995—2000)
- Алекс Занарди (1996—1998)
- Хуан Пабло Монтойя (1999—2000)
- Николя Минасян (2001)
- Бруно Жункейра (2001—2002)
- Мемо Гидли (2001)
- Скотт Диксон (2002)
- Кенни Брак (2002)

### Лига гонок Инди

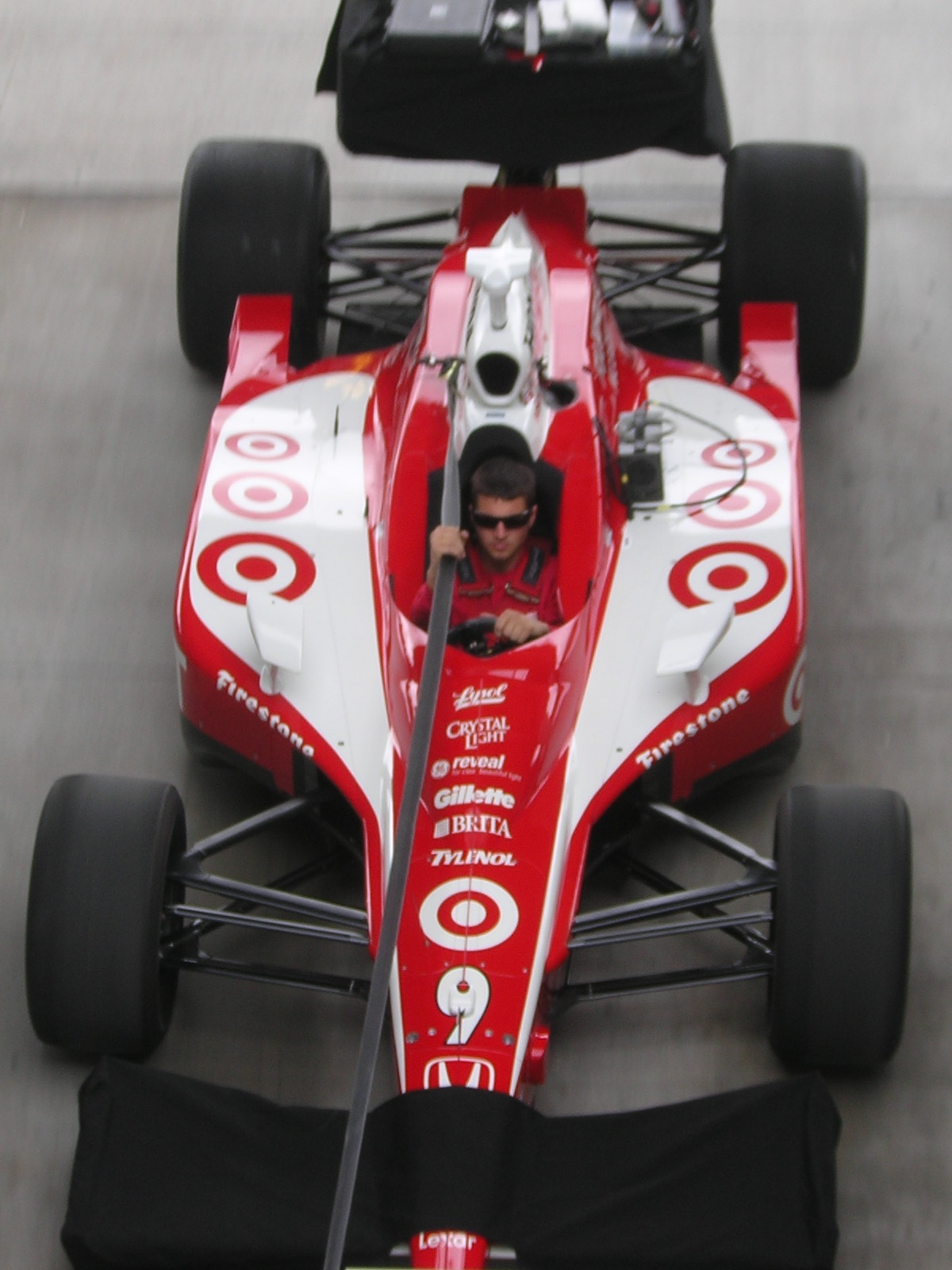
Машина № 9 перед тренировкой

Chip Ganassi Racing, как и многие команды CART, не перешедшие в IRL с самого начала, делала первые шаги в серии с500 миль Индианаполиса — в 2000 году эпопею CGR в лиге начинали Джимми Вассер и Хуан Пабло Мантойя. Колумбиец выиграл ту гонку.
В 2001 году опыт был повторён, но уже в большем составе — место Монтойи заняли Николя Минасян, Бруно Жункейра и пилот NASCAR Тони Стюарт, причём Тони провёл в тот же день ещё и марафонсеий заезд высшего дивизиона NASCAR в Конкорде — широко известную Coca-Cola 600.
2002 год стал первым годом команды в IRL на полном расписании. Боевым пилотом был избран Джефф Вард, а в Индианаполисе к нему добавились оба пилота команды в серии CART — всё тот же Бруно Жункейра и новичок команды Кенни Брак.
В 2003 году команда окончательно переключается на IRL, закрывая программу в серии CART. Боевыми пилотами команды становятся Скотт Диксон (Чипу удалось заполучить талантливого новозеландца в середине ещё прошлого сезона, после банкротства его предыдущей команды — PacWest Racing) и Томас Шектер. Скотт выиграл три гонки в сезоне и, в итоге, смог стать чемпионом всей серии. Его южноафриканский напарник выступил много хуже — лишь несколько раз зацепившись за Top5 на финише он завершил чемпионат седьмым, уступив напарнику более 200 баллов. Это стало главной причиной непродления его контракта. На его место предполагалось подписать молодого американца Тони Ренну, но этим планам не суждено было сбыться — Ренна погиб на межсезонных тестах серии в Индианаполисе и на его место в срочном порядке был подписан Даррен Мэннинг.
Сезоны 2004—2005 были потрачены на борьбу с машиной и подборку второго пилота в пару к Диксону. В итоге на эту роль удалось подписать чемпиона серии 2005 года Дэна Уэлдона (который был переманен у одного из основных конкурентов — Andretti-Green Racing).
В 2006 году команда вновь смогла бороться за победу в чемпионате — новозеландец и британец одержали по две победы и до последнего этапа боролись за титул — Дэн в итоге проиграл титул лишь по лучшему финишу (при равенстве очков у Хорниша оказалось на 2 победы больше), а Скотт стал четвёртым, уступив им 15 баллов. Ещё одной из причин подъёма стал переход команды на шасси Dallara.
2007 год. Уэлдон очень быстро выключается из борьбы за чемпионат, резко сбавляя в результатах начиная с Индианаполиса; в то время как новозеландец одерживает 4 победы, 6 раз финиширует вторым и лишь 4 раза за сезон не попадает в Top5 на финише. Скотт до последнего круга последней гонки борется за титул с Дарио Франкитти и уступает ему лишь из-за менее удачно рассчитанной тактики — на последнем круге гонки на Chicagoland Speedway у него заканчивается топливо.
2008 год. Уэлдон второй год подряд с большим отрывом уступает Диксону, что стоит ему места в команде — уже в Серферз-Парадайзе (на выставочной гонке в конце сезона) его место занимает Дарио Франкитти.
Сам чемпионат проходил при полуподавляющем преимуществе Скотта — выиграв 500 миль Индианаполиса он довольно быстро обеспечил себе задел на чемпионство (осечки в Уоткинс-Глене (где новозеландец умудрился развернуться под пейс-каром) и Сономе (неудачная тактика остановок) лишь оттянули конец — Диксон во второй раз стал чемпионом серии).
2009 год. По ходу сезона у пилотов Ганасси был только один реальный конкурент — Райан Бриско (прочие или не смогли выдать стабильный сезон, или ограничивались локальными победами на этапах). Индианаполис покорить не удалось, но 10 побед в сезоне (по 5 у Скотта и Дарио) стали неплохим заделом для победного дубля в чемпионате; но его могло и не случится, если бы поджимавший их на финише сезона Бриско грубо не ошибся на пит-стопе на предпоследнем этапе в Мотеги, подарив парням Чипа и Феликса решающее преимущество.
2010 год. Дарио и Скотт вновь борются за титул. Главным конкурентом на этот раз становится Уилл Пауэр. Австралиец был недостижим на дорожных трассах, но на овалах он был не столь быстр, а также Penske Racing не смогла обеспечить быструю и надежную работу на пит-стопах. В итоге к концу сезона наиболее стабилен оказался Франкитти. Дарио с каждым этапом сокращал отрыв и, в итоге, вынудил соперников несколько раз ошибиться — в Чикаголенде ошиблась Penske, а на решающем этапе в Хоумстеде сам Уилл. В итоге шотландец опередил австралийского конкурента на 5 очков в итоговой таблице чемпионата. Диксон, выиграв финальный этап, закончил сезон третьим.
Всего № 9 и № 10 выиграли за сезон 6 гонок (по три на каждого) (в том числе и майскую Indy 500, где победил Дарио). Удачное выступление на овальных трассах позволило Франкитти завоевать приз имени Энтони-Джозефа Фойта-младшего.

#### Пилоты (по времени дебютного старта за команду)
- Хуан Пабло Монтойя (2000)
- Джимми Вассер (2000—2001)
- Бруно Жункейра (2001—2002)
- Николя Минасян (2001)
- Тони Стюарт (2001)
- Джефф Вард (2002)
- Кенни Брак (2002)
- Скотт Диксон (С 2003)
- Томас Шектер (2003)
- Даррен Мэннинг (2004—2005)
- Райан Бриско (2005)
- Жак Лазье (2005)
- Джорджо Пантано (2005)
- Дэн Уэлдон (2006—2008)
- Дарио Франкитти (с 2008)

### Indy Lights
20 декабря 2006 Chip Ganassi Racing анонсировало своё участие на будущий год в молодёжной серии IRL — в IndyLights. Пилотами команды были заявлены Крис Феста и Пабло Перес. Перес выбыл уже после первого этапа, попав в серьёзную аварию. Замену ему в том сезоне так и не нашли. Феста отъездил весь сезон, заняв в итоговой таблице 10-е место, не одержав ни одной победы. На этом отдельный проект команды был закрыт.
В 2008 году команда выступала на нескольких этапах в серии в содружестве с Integra Motorsports. На этапе в Мид-Огайо её пилот — новозеландец Джонни Рейд — даже попал в Top5 на финише первой гонки уик-энда. Проект прожил год.

### Grand Am

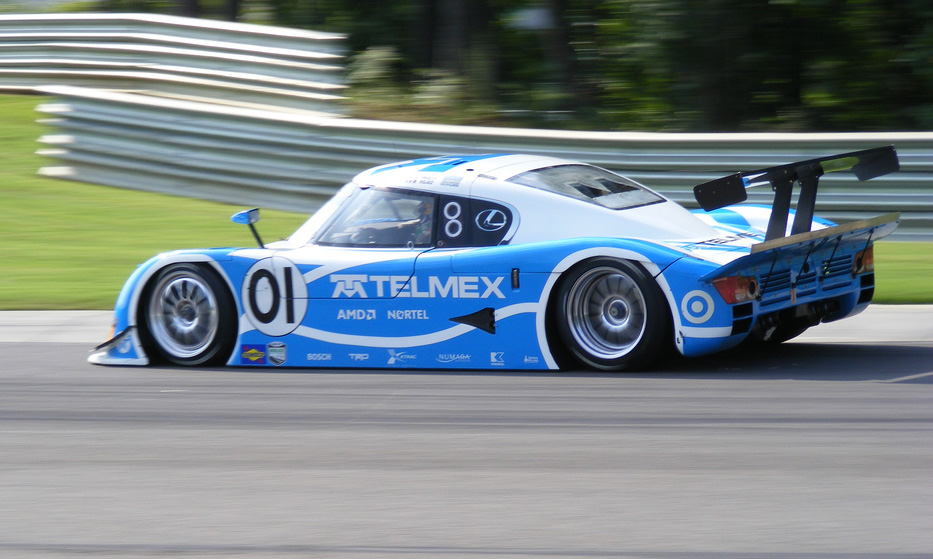
Прототип Lexus-Riley команды Chip Ganassi Racing

Target Chip Ganassi Racing также выставляет машину в классе дайтонвский прототипов в Rolex Sport Car Series — используется шасси Riley с двигателем Lexus. Боевыми пилотами призваны Скотт Пруэтт и Луис Диас. Иногда выставляется второй экипаж.
Именно экипаж № 02 выиграл в 2006 году 24 часа Дайтоны. Той машиной управляли два тогдашних пилота Чипа в серии IRL — Скотт Диксон и Дэн Уэлдон и один из пилотов NASCAR Кейси Мирс.
В 2007 году победа в марафоне досталась уже первому экипажу. Тот приз Чипу принесли: Хуан Пабло Монтойя (пилот команды Ганасси в NASCAR), Скотт Пруэтт и Сальвадор Дуран, . Этот двойной успех стал для одной команды первым с розыгрышей трофея 1986—1987, когда подобное удалось команде Эла Холберта.
В 2008 Chip Ganassi Racing берёт свой третий подряд марафон — вновь за рулём были Мантойя и Пруэтт, а место Сальвадора Дурана заняли сразу двое — Мемо Рохас и Дарио Франкитти. В том же году удалось выиграть и весь чемпионат — дуэт Пруэтт/Рохас выигрывает 6 этапов в сезоне и берёт титул, опережая на 30 баллов ближайших соперников.
В 2009-м всё сложилось менее удачно — и в марафоне в Дайтоне и в чемпионате команда финиширует лишь второй.
В 2010-м команда вновь вторая в Дайтоне, однако возвращает титула чемпиона в классе прототипов — дуэт Пруэтт/Рохас выигрывает 9 из 12 гонок чемпионата и завоёвывают для Чипа и Феликса 2 титул чемпионов серии.

## Авиаподразделение
Авиаподразделение организации имеет в своём распоряжении следующие типы самолётов (данные на ноябрь 2009 года):
- Aeritalia G.222
- Ан-70
- ATR 72
- ATR 42
- Beechcraft Bonanza
- CASA CN-235
- CASA C-295
- Cirrus SR-22
- Embraer EMB 120 Brasilia
- Lockheed P-3 Orion
- Mitsubishi MU-2
- Pilatus PC-21
- Short 360